# Fuerza Aeronaval N.º 3
La Fuerza Aeronaval N.º 3 (FAE3) es una fuerza operativa de la Aviación Naval de la Armada Argentina con asiento en la Base Aeronaval Almirante Zar de Trelew y dependencia del Comando de la Aviación Naval.

## Historia
La Fuerza Aeronaval N.º 3 fue creada el 3 de junio de 1955, conformada por las 1.ª y la 2.ª Escuadrillas Aeronavales de Sostén Logístico Móvil. Entre 1955 y 1963 fue Comando de Transportes Aeronavales, y después volvió como Fuerza Aeronaval N.º 3.

### Guerra de las Malvinas
La Fuerza Aeronaval N.º 3 comandó el Grupo Aeronaval Costero y el Grupo de Tareas 80.4 —capitán de navío Jorge Vildoza—.
El Grupo de Tareas 80.4 comandaba las 1.ª y la 2.ª Escuadrillas Aeronavales de Sostén Logístico Móvil y las bases aeronavales Almirante Zar, Ezeiza, Río Grande y Ushuaia.
El Grupo de Tareas 80.4 apoyó el despliegue de la Fuerza de Tareas 80 y de la Infantería de Marina con las 1.ª y la 2.ª Escuadrillas Aeronavales de Sostén Logístico Móvil.

## Organización
Fuerza Aeronaval N.º 3
- Comando de la Fuerza Aeronaval N.º 3 (FAE3). Asiento: Base Aeronaval Almirante Zar (Trelew, CU).
  - Escuadra Aeronaval N.º 6 (EAN6). Asiento: Base Aeronaval Almirante Zar (Trelew, CU).
    - Escuadrilla Aeronaval de Exploración (EA3E). Asiento: Base Aeronaval Almirante Zar (Trelew, CU).
    - Taller Aeronaval Almirante Zar (TVAZ). Asiento: Base Aeronaval Almirante Zar (Trelew, CU).

  - Base Aeronaval Almirante Zar (BAAZ). Asiento: Trelew (CU).
  - Base Aeronaval Río Grande (BARD).[nota 1] Asiento: Río Grande (TF).
- Servicio de Seguridad Aeronaval (SISE). Asiento: Trelew (CU).